# モーニング情報ぎふ
『モーニング情報ぎふ』（モーニングじょうほうぎふ）は、2003年3月31日から2006年3月31日まで岐阜テレビで放送されていた平日朝の情報番組・ニュース番組である。中日新聞のテレビ欄では「モーニング情報・ぎふ」と表記されていた。

## 放送時間
- 月曜 - 金曜 7:20 - 7:45、8:15 - 8:30 （2部構成、2003年3月31日 - 2003年10月3日）
- 月曜 - 金曜 8:15 - 8:30 （2003年10月6日 - 2005年5月31日）
- 月曜 - 金曜 7:15 - 7:30 （2005年6月1日 - 2006年3月31日）

## キャスター

### 2部構成時代
- 野口晃一郎

### 2003年9月以降
2部構成を取りやめてからは、担当キャスターは原則として決められていなかった。
- 本地洋一
- 河村たか子
- 若山貴嗣
- 熊田力三
- 鈴江晴彦
- 伊藤伸久

## コーナー
- 東濃リレーインタビュー
- 西濃 What's new
- ニュース
- 天気予報
- ドリームキッズ
- 風水予報